# Groupe ISAE

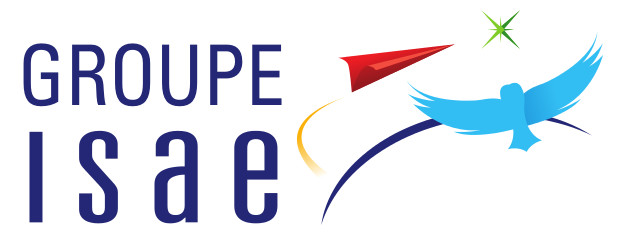
Logo oficial de Groupe ISAE

Groupe ISAE es una red de escuelas superiores de ingeniería aeronáutica en Francia.

## Historia
El grupo fue fundado en mayo de 2011 por el Institut supérieur de l'aéronautique et de l'espace (ahora llamado ISAE-SUPAERO) en Toulouse y la École nationale supérieure de mécanique et d'aérotechnique (ENSMA), que entonces tomó el nombre de ISAE-ENSMA.
En septiembre de 2012, el Groupe ISAE se amplió integrando la École supérieure des techniques aéronautiques et de construction automobile (ESTACA) situada en Saint-Quentin-en-Yvelines y en Laval, y la École de l'air et de l'Espace situada en Salon-de-Provence.
En enero de 2018, el Groupe ISAE se ha enriquecido con la incorporación de una quinta Escuela: el Institut supérieur de mécanique de Paris, que ahora se llama ISAE-SUPMECA.
El 1 de febrero de 2022, la École nationale de l'aviation civile, la mayor universidad europea de aviación, se unió al grupo.

## Finalidad y objetivos
El Groupe ISAE se establece en forma de consorcio de cooperación entre instituciones autónomas. Se rige por un acuerdo de asociación que incluye una carta común.
Su objetivo es "federar a los colegios de Francia en el ámbito de la ingeniería aeronáutica y espacial bajo una bandera común, con el fin de aumentar la influencia de estos colegios, tanto a nivel nacional como internacional, y promover la formación de los ingenieros en los ámbitos de la aeronáutica y el espacio".
Los proyectos y acciones realizados conjuntamente por los miembros del Groupe ISAE se refieren a la formación, la investigación y la influencia nacional e internacional.
Los proyectos y acciones del Groupe ISAE se desarrollan con el apoyo del Groupement des industries françaises aéronautiques et spatiales (GIFAS), cuyas empresas miembros representan los principales empleadores de los graduados de los Colegios del grupo.